# Френсіс Скотт Фіцджеральд
Френсіс Скотт Кі Фіцджеральд (англ. Francis Scott Key Fitzgerald; 24 вересня 1896 — 21 грудня 1940) — американський письменник, автор багатьох романів та оповідань про покоління «епохи джазу», яскравий представник так званого «втраченого покоління».

## Біографія
Френсіс Скотт Фіцджеральд народився 24 вересня 1896 року у католицькій родині, в містечку Сент-Пол (штат Міннесота). У Сполучених Штатах, де не було аристократії як такої, батьки його належали до «верхнього середнього класу». Мати походила із досить забезпеченої південної родини, а батько, далекий нащадок колись могутнього ірландського аристократичного клану, був не дуже успішним бізнесменом. Відтак успадковане багатство спливало, і це означало, що діти повинні будуть самі пробивати собі дорогу в життя. На єдиного сина (дві дочки Фіцджеральдів померли) мати, що мала серед предків письменника й сама колись пробувала писати, покладала великі надії, та й сам він, мабуть, відчув хист до письменництва досить рано — перше оповідання було написане у 13 років.

### Ранні роки
Хлопчик спочатку навчався у католицькій школі у Нью-Джерсі, а далі, склавши іспити, вступив 1913 року до вельми престижного Принстонського університету. Навчався він там не блискуче, проте, й не прагнув до навчання понад усе. Згодом він визначив Принстонський університет цього часу як «найприємніший клуб в Америці», а собі поставив завдання через цей клуб увійти у достойне товариство. Цього він не зміг домогтися через спортивну кар'єру, зате компенсував активною літературною діяльністю. Він був активним членом престижного університетського літературного клубу «Трикутник», студентського видання «Тигру». У щоденнику він занотовував: «У мене немає двох головних чинників: великого тваринного магнетизму і грошей. Проте у мене є дві інші речі: приємність та інтелігентність. Отже я завжди приятелюю з найкращими дівчатами.» Його дівчиною стала багата красуня Жиневра Кінг. Коли вона згодом вийшла заміж, для Фіцджеральда це стало відчутним ударом. Два приятелі тих часів — поет Джон Піл Бішоп та критик Едмунд Вілсон стали його найближчими друзями й на все подальше життя.

### Перша світова війна
Навесні 1917 року США вступили у Першу світову війну. Ф. С. Фіцджеральда призвали до армії. Переконаний, що приречений на загибель, у військовому таборі, куди молодь послали на військове навчання, він працює над першим у своєму житті романом «Романтичний егоїст», гнаний бажанням залишити людям сліди власної геніальності. Однак його навіть не відправили до Європи. Проходячи підготовку в Алабамі, молодий лейтенант зустрівся із дочкою місцевого судді, красунею Зельдою Сейр. Кохання було взаємним і бурхливим. Проте ані сама дівчина, ані її батьки навіть уявити собі не могли шлюб із безвісним симпатичним незаможним юнаком. І, розлучившись із армією, Фіцджеральд вирушає до Нью-Йорка на пошуки кращої долі.

### Рання творчість
Написаний роман він відносить до видавництва «Скрібнерс» — як виявилось, назавжди зв'язавши з ним свою письменницьку долю. Молодий редактор видавництва Максвелл Перкінс, якому судилося стати «хрещеним батьком» кількох найвидатніших авторів повоєнної генерації американських письменників, відзначив твір як перспективний, але зажадав багатьох доробок. Фіцджеральд влаштовується працювати у рекламне агентство, а ночами пише новели, вірші, скетчі, сценарії, пише дуже швидко та інтенсивно, незрілі речі повертаються з видавництв. Але головне — доопрацьовує роман. І коли у 1919 р. він знов приносить його до видавництва, Перкінс вмовляє старших товаришів видати твір. У 1920 р. під назвою «По цей бік раю» (This Side of Paradise) роман побачив світ і молодий автор одразу ж став знаменитим та забезпеченим. Звичайно, перший твір двадцятирічного письменника не був шедевром з точки зору літературної майстерності. Проте в ньому було висловлено емоційний досвід цілої юної генерації американців, які прийшли в життя після першої світової війни, й чия психіка ще сильніше, ніж у їхніх попередників, була зараженою, як писав Фіцджеральд, «страхом перед убогістю і поклонінням успіху», яке, ставши дорослим, усвідомило, що «всі боги вмерли, всі війни відгриміли, будь-яка віра підірвана». Ніщо не зв'язує персонажів його першого твору зі світом праці, обов'язків, накопиченням, соціальною практикою, навіть боротьбою за виживання. Втративши віру у приземлені буржуазні ідеали, герої пурхають життям мов метелики, багаті, розкуті, вільні й водночас спустошені, нещасні, бентежні, гинучі.
Старше покоління було стурбоване самою тональністю цієї прози. Президент Принстона Джон Гріер послав своєму колишньому студенту обуреного листа, проте молодші читачі були у захваті. Щирість почуття, гострота сприйняття, насиченість і витонченість описів, емоційна переконливість, повнокровність образів, вишуканість стилю — все це сприяло гучному успіху першого талановитого роману. Через десять років Фіцджеральд писав, згадуючи початок своєї творчості: «Мене винесло хвилею, мене обсипали хвалою і грішми, про які я і не мріяв, — і все з однієї причини: я говорив людям, що відчуваю так само, як вони, і що треба знайти якесь застосування усій скупченій за ці роки нервовій енергії» (Ф.С. Фіцджеральд. Оповіді джазової доби 1922).
Через тиждень після виходу роману вони побралися із Зельдою Сейр, і вели безтурботне життя, однак дуже скоро поринули у борги. Заробляти можна було лише власною письменницькою працею, і Фіцджеральд інтенсивно пише новели, які замовляють вже популярному автору не тільки інтелектуальний «Смарт сет», що платив 30 доларів за оповідання, а й фешенебельний «Сатердей івнінг пост», де гонорар згодом піднявся до 600 доларів за новелу. У грудні того ж таки 1920 року виходить перша збірка оповідань Фіцджеральда «Спокусниці і філософи» (Flappers and Philosophers), а наступну (1922) він назвав «Оповіді джазової доби» (Tales of the Jazz Age) і тією назвою чітко визначив цілий період американської історії.
Майже водночас (1921) виходить другий роман Фіцджеральда «Прекрасні й приречені» (The Beautiful and Damned). Його романтичні герої прагнуть красивого безтурботного життя, а їхні творчі імпульси, не підкріплені почуттям обов'язку, залишаються слабкими і нездійсненими. Критики вважають цей твір невдалим, а діючих осіб — жалюгідними, безпорадними, ницими. І, справді, ця книга письменника є розтягнутою, художньо недосконалою, такою, що повторювала теми й мотиви його попередніх творів. Проте і в ній є свої художні знахідки, безумовно, цікаві моменти, пов'язані, зокрема, із образом головного героя — Ентоні Петча. На думку багатьох критиків Ентоні Петч — людина слабка й жалюгідна. І це так. Проте Фіцджеральд розвінчує не просто безпорадну людину. Ентоні Петч — скоріше зумисна пародія, ніж герой. Він — романтик, зовсім не пристосований до життя, відірваний від реальності і вже самою традицією свого виховання, світосприйняття, що складалося у старій ієрархічній Європі, приречений на бездіяльність.
Фіцджеральд стає надзвичайно популярним, його цитують як «філософа спокусниць» та беруть інтерв'ю, як правило, ототожнюючи з героями романів та новел. Та він і сам спочатку не дуже розрізняє власну точку зору від вираженої позиції покоління. Принаймні, в такому стилі він продовжує писати новели, заробляючи на життя зростаючої родини — адже у 1921 році у подружжя народилася дочка, якій судилося бути єдиною.
Молодий письменник мало розширював власний діапазон пізнання реальності — коло його було водночас і необмеженим, й замкненим. Спочатку це був той самий район Нью-Йорку (Грейт Нек — Велика Шия), з якого з часом «списано» місце дії роману «Великий Гетсбі» Вест Егг (Західне Яйце), населений людьми заможними, де молоде подружжя купило й собі будинок. Потім вони почали мандрувати Європою, знов-таки зупиняючись там, де збиралося світське товариство — це то Париж, то Французька Рив'єра, то Антиби, то фешенебельний готель, то гостинна вілла багатих друзів…

### Зрілі твори
Цей рівень життя забезпечувався лише творчістю — задля гонорарів писалися новели, яких потребували фешенебельні журнали, найбільше — «Сатердей івнінг пост». Фіцджеральд писав новели інтенсивно і безперестанно, ставлячись до них доволі прагматично. За життя він написав більш, ніж 150 оповідань. Але до чотирьох прижиттєвих збірок відібрав лише 46. Однак вся його проза позначена талантом і майстерністю, не говорячи вже про такі оповідання, як «Повернення до Вавилону», "Діамант завбільшки з готель «Рітц»", «День травня», «Хлопчина-багатій» тощо. Ліричність та поетичність, якийсь особливий душевний щем, промовистість символіки, прозорість і свіжість мови, тонкий психологічний малюнок, пластичність у передачі настрою, — все це надає неповторного аромату новелістиці Фіцджеральда, утворює її своєрідний шарм. Вже у 1926 р. підготувавши нову збірку оповідань «Всі сумні молоді люди» (All the Sad Young Men) Фіцджеральд скаржився, що новели такі гарні і йому — крім двох — ледве пощастило продати їх у журнали. (F.Sc.Fitzgerald. The Letters. Ed. by A. Turnbull. N.Y., 1963. P.188). З роками приходила зрілість, досвід, зростала письменницька майстерність, підсилювалось трагічне світосприйняття. В 1936 р. в автобіографічному нарисі «Крах» (The Crack-Up) Фіцджеральд писав: «Всі історії, що приходили мені у голову, мали в собі деякі ознаки катастрофи — чарівні створіння в моїх романах зазнавали краху, діамантові гори моїх оповідань вибухали, мої мільйонери були прекрасні й приречені не менш, ніж селяни Томаса Гарді. У житті все це ще не відбулося, але я був глибоко переконаний, що життя не є безтурботним й легковажним, як здавалося всім цим людям.» (F.Sc. Fitzgerald. The Crack-Up with Other Pieces and Stories. Penguin. 1965. P.p.59-60). Протверезіння поглядів, позбавлення ілюзій набувають статусу лейтмотивності в новелістиці письменника. Тим більше місце посідають вони в його романах.
Мабуть, ще з юнацьких років, коли Фіцджеральд захоплювався творчістю попередників, він засвоїв уроки Френка Норріса, якого дуже поважав і чиї теоретичні засади були спрямовані на роман як жанр найплідніший для самовираження й суспільної впливовості письменника. Наслідуючи цей постулат, Фіцджеральд переконував себе, що може бути недбалим в новелістиці, заробляючи нею на життя, але компенсує це надзвичайно серйозним і відповідальним ставленням до романістики, внісши чимало оригінального в поетику жанру.
За життя письменника критики визнавали його найкращим твором роман «Великий Гетсбі»(The Great Gatsby, 1925), після його смерті високого поцінування здобула й «Ніч лагідна» (Tender Is the Night, 1935), а після посмертного видрукування незавершеного роману «Останній магнат» (The Last Tycoon, 1941) промайнула небезпідставна думка про те, що саме йому судилося б бути шедевром Фіцджеральда.

### Роман «Великий Гетсбі»
Як і в попередніх романах Фіцджеральда, «об'єм» роману «Великий Гетсбі» досить скромний: всього 180 сторінок тексту. Немає в ньому ані епічного простору, ані розвиненого сюжету, ані широкого кола героїв. Є один оповідач — тридцятирічний Нік Каррауей, уродженець Середнього Заходу, син поважаних батьків, випускник престижного університету, учасник Першої світової війни, що у повоєнний час (1922 р.) приїхав до Нью-Йорка навчатися банківській справі, хоча й плекає у глибині душі мрію про письменництво. Це він розповідає читачеві про ту пригоду, в яку виявився втягнутим два роки тому, коли, аби уникнути міської спеки, зняв занедбаний будиночок у приміській зоні Нью-Йорку Вест-Егг, на березі затоки, де були розташовані багаті будинки, що належали бозна яким заможникам. Головним героєм оповіді стає його найближчий сусіда, хазяїн великого палацу із вежами і пишними сходами, справжньою бібліотекою, мармуровим басейном і величезним парком, нікому не відомий, загадковий та ексцентричний самотній молодий чоловік на ім'я Джей Гетсбі — «Великий Гетсбі».
«Великий Гетсбі» — розповідь про «зразкового» американського юнака. Гетсбі пройшов першу світову війну, а мужності, сили, стійкості йому також було не позичати — про це свідчить його військова кар'єра, воєнні відзнаки. Проте Джеймсу Гетцу, сину незаможних батьків, довелося вже з дитячих років не тільки формувати себе, а й прокладати шлях до суспільства, «вибудовувати» власну кар'єру, турбуватися про своє майбутнє, ловити мить удачі. Й тут при щасливій зустрічі із мандруючим багачем, колишнім шукачем золота на Далекому Заході Даном Коді він виявив і спритність, і винахідливість, і метикуватість, і розуміння людської природи — тобто, все те, чому навчає життя обдарованого бідняка. Проте, його вміння використати щасливий випадок виявилося недостатнім для того, щоб відстояти свій невеличкий спадок у світі тих, чиї моральні норми відшліфовані життям серед багатих. Той юний ідеаліст, який був певен, що досягне великого багатства й щастя, цілеспрямовано слідуючи певним правилам поведінки (франклінівським заповітам «Бідного Річарда»), зберігся в ньому, попри те, що він свідомо змінив ім'я в надії обманути долю. Війна не позбавила його смаку до життя, великої мрії і конкретної мети: розбагатіти й одружитися з коханою, яка може почуватися комфортно лише в багатстві. Задля досягнення цієї мрії він, не переймаючись роздумами й сумнівами, після періоду поневірянь, не використавши подарунок долі — можливість навчатися в Оксфорді, яку надавав уряд демобілізованим військовим, приймає позалегітимні норми повоєнного життя, досить своєрідно вписується в реальність. Гетсбі зумів розбагатіти на бутлегерстві — незаконному продажу спиртного під час дії «сухого закону». Основним сенсом роману і стає проникнення у «єство» Великого Гетсбі, а через нього — в сенс самої «американської мрії».
Гетсбі — людина, яка створила себе за рецептами американської моралі, і володіння багатством є невід'ємним компонентом мети і сенсу його життя. Втім воно облагороджене мрією, красою, любов'ю. Він має землю, віллу, машину (світлий лімузин — машина смерті, промовистий американський символ руху дорогою життя). Власне, його майно описано широкими вільними мазками. Його самоповага мало залежить від тих засобів, якими здобуто багатство. Він упевнений у правильності власного шляху, вважає, що досяг всього своєю працею. Сукупність правил, що нею керується підліток Джиммі Гетц, дуже нагадує франклінівські заповіти, заповіти батьків-пілігримів, засновників американської буржуазної держави. Загибель Гетсбі відбувається не через зіткнення з реальністю (з нею він перебуває в повній гармонії!), а від руйнування, краху, спустошення мрії, оскільки тиражована спрощена «американська мрія», яку зведено до багатства, не збігається з ідеалом батьків-пілігримів, не може дати щастя людині, що виросла на цих ідеалах.
Цікаво, що коли Фіцджеральд приніс у видавництво завершений роман, то навіть сам Макс Перкінс запропонував ще попрацювати над образом Гетсбі, щоб чіткіше визначити авторське ставлення до головного героя. Але на той час вже зрілий письменник відмовився. А потім один із найкращих знавців творчості Фіцджеральда в сьогоденній Америці Д.Пайпер, що видав в 1965 р. доволі повний критичний портрет письменника, ніби прочитав творчий задум автора, відзначивши основу трагічності Гетсбі в тому, що він розривається між вірою у два суперечливі міфи водночас, що несумісність бажань і стає причиною його загибелі — багатство і щастя нетотожні, але прагматизм і мрійливість американця неподільні.
Після виходу «Великого Гетсбі» Фіцджеральд одержав вітання від найбільших метрів американської літератури того часу — Едіт Уортон, Гертруди Стайн. А Томас Стернз Еліот написав, що цей роман є першим свідченням розвитку романної форми з часів Генрі Джеймса.
На жаль, «Великий Гетсбі» не мав такого комерційного успіху, як перші твори письменника. А тим часом подружжя не зупинялося у шаленому ритмі свого світського молодого енергійного європейського життя. «Роздвоєння» Фіцджеральда триває. Як згодом писав він у своєму найщирішому документі — нарисі «Крах»: «Цією іншою людиною я, загалом, залишався шістнадцять років, не довіряючи багатим, однак, працюючи заради грошей, що потрібні були аби вести такий само вільний спосіб життя і забарвлювати будні певною вишуканістю, як вміли деякі з них.» (Ф. С. Фицджеральд. Портрет в документах, с.61). Щоправда, це потребує напруженої письменницької праці від Фіцджеральда, а за зовнішньою карнавальністю просвічують глибокі важливі зв'язки. Роками триває дружба з Бішопом, Менкеном, Гемінґвеєм, — провідними літераторами тієї доби. Намагається реалізувати себе як творча особистість і Зельда — вона досить серйозно починає займатися танцями, брати балетні уроки (щоправда, і за це доводиться платити чоловіку), пробує писати статті для часописів (їх знов-таки доводиться редагувати, доводити до кондиції чоловіку), згодом — виступає як прозаїк (її роман «Танцюй зі мною вальс» вийшов друком). І вже через чотири роки після виходу «Великого Гетсбі» відправляє тужливого листа Гемінґвею: «Я два місяці просидів над оповіданнячком для журналу, хоча наперед знав, що, закінчивши, викину його у кошик. Що там, згорів би швидше цей дім з усіма моїми рукописами, а ще найкраще — зі мною… Знаю, я не годен відправляти тобі цього тужливого листа. Але, якби зараз щось хоч трошки не покращало, я б його не написав. Так от, моє честолюбство може бути спокійним: „Пост“ платить тепер своїй старій шльондрі 4000 доларів за візит. А справа в тому, що шльондра освоїла любов на всі сорок смаків, — коли вона була молодшою, вистачало й одного.» (Портрет, с. 87).
Через рік (у 1930) стало очевидним психічне нездоров'я Зельди, вона стає предметом постійної медичної уваги, згодом потрапляє до спеціальної лікарні, звідки її випускають все рідше. Турбота про доньку повністю лягає на батька. Скотті виховується у найкращих пансіонатах, і їхнє постійне листування свідчить про його віддану любов і відповідальне ставлення до дитини. Все це не сприяє оптимізмові або творчому горінню письменника. «Поле» заробітчанства розширюється, спочатку він час від часу пише сценарії для Голлівуду, а потім (з 1937 року) обіймає посаду штатного сценариста студії «Метро Голдвін Майєр». Від того теж не додається ані радості, ані наснаги — Голлівуд не потребує виявів індивідуальної творчості, там платять за найоптимальніше вираження уявлень найпересічнішої особистості. Постійна напруга, стреси, власне нездоров'я часто-густо знімаються алкоголем, періоди творчості змінюються часом депресії. До того не дуже-то міцне здоров'я підривається не тільки невлаштованим, напруженим, малорадісним життям, а й алкоголізмом. 1940 року життя сорокачотирирічного Френсіса Скотта Фіцджеральда обривається серцевим нападом.

### Роман «Ніч лагідна»
Можна стверджувати, що Фіцджеральд починає працювати над новим романом одразу після виходу «Великого Гетсбі». В ньому мало розповідатися про згубний вплив експатріанства на молодого талановитого творчого американця, дія — відбуватися у Парижі та на Рів'єрі. Назви задумувалися різні: «Our Type» (Наш тип), «The World's Fair» (Всесвітній ярмарок), «The Melarky Case» (Випадок з Меларкі), а був і такий: «The Boy Who Killed His Mother» (Хлопець, який вбив свою матір). 1926 року Фіцджеральд пише Перкінсу, що захоплений роботою над новим романом, він прагнув створити найкращий американський роман свого часу, він мав намір не повторювати лаконічної форми «Великого Гетсбі», а написати довгий психологічний чи філософський роман на зразок «Ярмарку марнославства». 1928 р. при зустрічі повідомляє свого постійного редактора, що рукопис вже написано начорно. Перша частина його надходить до видавництва, але далі цього процес не йде. Мабуть, творчий порив автора гальмує ціла серія зовнішніх факторів. Це і смерть батька, і серйозна хвороба дружини… і різка зміна американського клімату — безмежне процвітання переривається Великою Депресією. І це означало національну трагедію, крах промисловості і падіння банківської системи, всенародне безробіття і мільйони особистих трагедій. Такої Америки письменник вже не знав, хоча й передчував трагічний фінал «щасливого карнавалу» заздалегідь. Він продовжує писати не стільки про мінливі ситуації у країні, скільки про вияв у цих ситуаціях її внутрішньої сутності.
В остаточному варіанті роман було названо «Ніч лагідна» (Tender is the Night), хоча інверсія в англійській мові не може бути байдужою до потрактування фрази, і, мені здається, що назва «Ніжна ніч», або ще точніше — «Ніжність — то ніч», рядок, взятий із вірша Кітса «Ода до солов'я», передала б зміст книжки із позначенням жанру «романтичний роман» (опущеному в українському перекладі), адекватніше, зберегла б певну таємничість, двозначність ніжності, яка є такою темною і загадковою, як ніч. Він вийшов у 1934 році, і починався з розповіді про небуденний побут багатих американців у Європі, зокрема, на Рив'єрі та в Парижі. Тут оповідачем, переважно, виступає Розмарі Хойт, юна голлівудська зірка, чиста й сяюча «татова дочка», таке собі прекрасне втілення американської мрії. Вона розповідає про знайомство із подружжям Дайверів та їхнім оточенням, про своє захоплення незвичайним чоловіком, що серед усього цього ярмарку марнославства зумів зберегти і вибудувати навколо себе оазу тепла і любові. За особою оповідачки стояв автор, який непомітно «докладав» свої корективи до її оцінок, характеристик, описів. У пізнішій передмові до книги один з найкращих американських критиків Максуелл Гайсмар писав так: «Коли я читав „Ніжність“ у 1934 році, мені як і багатьом, здавалося, що написане від Розмарі було її найкращою частиною… Це не було спробою аналізувати соціальні цінності, показати їхню фальш, оплакати їхнє падіння — що є неодмінною спробою у будь-які часи, коли цінності починають занепадати, але таке не потребує спеціальної вітальності уяви. І Фіцджеральд зробив щось значно важче: він намагався відкрити і навіть створити цінності у суспільстві, де їх, здавалося б, не було».(M. Cowley. Introduction. // F. Scott Fitzgerald. Tender Is the Night. Penguin Books, 1969 (1939), p.14). Далі, у другій книзі, розповідь поверталася назад, до тих часів (1917–1919), коли блискучий американський юнак приїхав до Швейцарії вдосконалювати свою майстерність лікаря-психіатра. Саме тут серед пацієнтів він зустрів юну красуню, чиє життя занапастив власний батько-мільйонер. Кохання завершується одруженням і родина чиказьких Уорренів заспокоюється, бо в одній особі отримує і лікаря, і чоловіка.
Далі дія знову повертається в 30-ті роки, в будні щасливої родини, яка поступово руйнується, розпадається: Ніколь одужує, а Дік починає пити і з часом втрачає все — роботу, родину, кваліфікацію… Дік Дайвер стає головною персоною цього роману, і це відповідало задуму автора. «Роман має зробити це: показати людину, яка є природженим ідеалістом і водночас священиком, що не відбувся, який з різних причин відданий ідеям високої буржуазії, і у своєму русі на вершину соціального світу втрачає свій ідеалізм, талант, обертається на п'яницю та розпусника. На тлі класу нероб він виглядає справді блискучим та чарівним…» (Tender…, p.13).
Одразу ж після виходу в світ роману «Ніжність — то ніч» тодішня прогресивна критика позитивно оцінила тільки першу його частину, виявивши в ній саркастичне викриття беззмістовної, порожньої, розжирілої національної «еліти», що марнувала життя і гроші в бідній розореній повоєнній Європі. Фіцджеральда було звинувачено у відриві від народу, від батьківщини, яка в «червоні тридцяті» переживала скрутні часи. Навіть А.Тернбул, який з часом виріс у тонкого знавця творчості Фіцджеральда, тоді з пафосом вигукував: «Містере Фіцджеральд, Вам не вдасться заховатися від бурі під пляжною парасолькою» (Є.Тернбулл. Скотт Фицджеральд. М.,1981, с.232).
Романи Фіцджеральда гранично ліричні. Проте в них повно і переконливо представлено не лише примхливу психологію протагоністів, а й відтворено соціальні реалії в їхній історичній конкретиці. До того ж завжди відчувається якась глибинна утаємниченість людської особистості, непізнане глибинне «щось», неповторний аромат індивідуальності. Серед авторських знахідок Фіцджеральда, які великою мірою сприяють такій ліричній об'ємності, треба відзначити його наближеність до романтичної естетики, зокрема, символізування реалій і явищ, системне використання їх як стрижневих образів-організаторів тексту та інтертекстуальності, що і поглиблює, і розширює сприймання їх читачем.
З іншого боку, йому належить подальша розробка джеймсівського надбання — вміння віднайти таку «перетворюючу свідомість», яка б водночас була і лірично ангажованою, і достатньо відстороненою та поінформованою, і здатною до аналізу, і наділеною певним артистизмом, ще й мала б свіже спостережливе око і здоровий глузд, і певну причетність до об'єкта своєї оповіді, який саме і привертає увагу тим, що перебуває в переламному моменті долі.
Ще на початку своєї письменницької кар'єри Фіцджеральд писав: «Все, що я думаю про письменницьку майстерність, можна передати однією фразою. Писати треба для молоді свого покоління, для критиків наступного покоління і для професорів усіх наступних поколінь». (The Letters of F. Scott Fitzgerald. 1968, p.479). Молодь його покоління вважала Фіцджеральда своїм кумиром. Критики ставилися по-різному. Професори згодом прийшли до спільної думки, визнавши Ф. С. Фіцджеральда класиком XX століття.

## Творчість

### Романи
- По цей бік раю (This Side of Paradise, 1920)
- Прекрасні й приречені (The Beautiful and Damned, 1922)
- Великий Гетсбі (1925)
- Ніч лагідна (Tender Is the Night, 1934)
- Останній магнат (The Last Tycoon, 1941)

### Новели
- "Діамант завбільшки з готель «Рітц»" (The Diamond as Big as the Ritz, 1922) (у збірці Оповіді джазової доби (Tales of the Jazz Age))
- "День травня" (May Day, 1922) (у збірці Оповіді джазової доби (Tales of the Jazz Age))
- "Хлопчина-багатій" (The Rich Boy, 1926) (у збірці Всі сумні молоді люди ('All the Sad Young Men))

## Переклади українською
Романи
Великий Ґетсбі
- Фіцджеральд Ф. Скотт. Ніч лагідна. Великий Гетсбі / переклад з англійської: Мар Пінчевський. — Київ : Дніпро, 1982. — 472 с.
  - (перевидання) Фіцджеральд Ф. Скотт. Великий Гетсбі / переклад з англійської: Мар Пінчевський. — Харків : Фоліо, 2001, 2003, 2013, 2016. — 397 с. — (Бібліотека світової літератури) — ISBN 978-966-03-6554-4.
- Фіцджеральд Ф. Скотт. Великий Гетсбі / переклад з англійської: Андрій Пехник. — Київ : Знання, 2014. — 397 с. — (English Library) — ISBN 978-617-07-0162-6.
- Фіцджеральд Ф. Скотт. Великий Ґетсбі / переклад з англійської: Олександр Мокровольський. — Тернопіль : Навчальна книга - Богдан, 2016. — 320 с. — («Маєстат слова») — ISBN 978-966-10-4527-8.
- Фіцджеральд Ф. Скотт. Великий Гетсбі / переклад з англійської: Світлана Вишневська. — Київ : Видавничий союз "Андронум", 2021. — 140 с. — ISBN 978-088-0006-08-8.

Ніч лагідна (Tender Is the Night)
- Фіцджеральд Ф. Скотт. Ніч лагідна / переклад з англійської: Мар Пінчевський. — Київ : Дніпро, 1975. — 335 с.

- (перевидання) Фіцджеральд Ф. Скотт. Ніч лагідна. Великий Гетсбі / переклад з англійської: Мар Пінчевський. — Київ : Дніпро, 1982. — 472 с.
- (перевидання) Фіцджеральд Ф. Скотт. Ніч лагідна / переклад з англійської: Мар Пінчевський. — Харків : Фоліо, 2001, 2016. — 412 с. — ISBN 978-966-03-7463-8.

- Дише ніжністю ніч : [роман] / Ф. Скотт Фіцджеральд ; пер. з англ. О. Фири. - Київ : Знання, 2020. - 383 с. - (American library). - ISBN 978-617-07-0787-1

По цей бік раю
- Фіцджеральд Ф. Скотт. По цей бік раю / переклад з англійської: Олекса Негребецький (Перша книга "Романтичний егоїст) та Олена Ломакіна (Друга книга "Виковування особистості"). — Київ : Знання, 2016. — 302 с. — ISBN 978-617-07-0361-3.
- По той бік раю : роман / Френсіс Скотт Фіцджеральд ; [пер. з англ. О. Б. Казанівської]. - Харків : Фоліо, 2017. - 250, [2] с. - Пер. вид. : This side of paradise / Francis Skott Fitzgerald. - 2000 прим. - ISBN 978-966-03-7711-0

Прекрасні й приречені
- Прекрасні й приречені : роман / Френсіс Скотт Фіцджеральд ; [пер. з англ. О. Б. Казанівської]. - Харків : Фоліо, 2018. - 363, [1] с. - Пер. вид. : The beautiful and damned / Francis Skott Key Fitzgerald. - 2000 прим. - ISBN 978-966-03-7848-3

Останній магнат
- Останній магнат : роман / Френсіс Скотт Фіцджеральд ; [пер. з англ., післямова та прим І. Ільїна та О. Кальниченка]. - Харків : Фоліо, 2017. - 186, [2] с. - 1500 прим. - ISBN 978-617-7012-84-8

Новели та оповідання
Повернення до Вавилона
- Фіцджеральд Ф. Скотт. Повернення до Вавилона (з альманаху Американська новела) / переклад з англійської: Мар Пінчевський. — Київ : Дніпро, 1978. — 416 (стор: 100-117) с.

Загадкова історія Бенджаміна Баттона
- Фіцджеральд Ф. Скотт. Загадкова історія Бенджаміна Баттона (збірка оповідань) / переклад з англійської: Валентин Бут. — Київ : Юнісофт / Велмайт, 2015. — 448 с. — ISBN 978-617-538-397-1.
  - (передрук) Френсіс Скотт Фіцджеральд. Загадкова історія Бенджаміна Баттона (збірка оповідань). Переклад з англійської: Валентин Бут. Київ: KM Books, 2017. 448 стор. ISBN 978-617-7489-34-3 (серія «КМ Класика»)

- Дивовижна історія Бенджаміна Баттона та інші оповідання / Ф. Скотт Фіцджеральд ; пер. з англ. Ганни Лелів. - Київ : Знання, 2016. - 254 с. - (English Library). - Пер. вид. : The curious case of Beniamin Button and other stories / Francis Scott Fitzgerald. - ISBN 978-617-07-0412-2. - ISBN 978-617-07-0150-3 (English Library)

Відпущення гріхів
- Фіцджеральд Ф. Скотт. Відпущення гріхів / переклад з англійської: Олександр Гавінський. — Київ : журнал "Всесвіт", № 8-9, 1996. — 9 с.

Я віддав би життя за тебе
- Фіцджеральд Ф. Скотт. Я віддав би життя за тебе (збірка з 18 оповідань) / переклад з англійської: Олег Король. — Харків : КСД, 2018. — 448 с. — (Класична література) — ISBN 978-617-12-5082-6.

- Остання красуня Півдня : новели // Френсіс Скотт Фіцджеральд ; Пер. з англ. Вікторія Дудик. - Харків: Фоліо, 2019. - 224 с. - ISBN 978-966-03-8846-8. (Зміст: «Остання красуня Півдня», «Буремний рейс», «Кришталева чаша», «Плавці», «Популярна дівчина», «Повернення у Вавилон», «Дві провини», «На свій розсуд», «Навіжена неділя»)

- Багатий хлопець та інші історії : [зб. новел] / Ф. Скотт Фіцджеральд ; пер. з англ. Ганни Лелів. - Київ : Знання, 2017. - 270 с. - (American Library ; № 5, 2017). - Пер. вид. : The rich boy and other stories / F. Scott Fitzgerald. - ISBN 978-617-07-0481-8. - ISBN 978-617-07-0428-3 (American Library)

- Кохання останнього магната : вестерн / Френсіс Скотт Фіцджеральд ; [пер. з англ., післям. та прим. І. В. Ільїна та О. А. Кальниченка]. - Харків : Фоліо, 2017. - 186, [2] с. - Пер. вид. : The love of the last tycoon : a western / Francis Skott Key Fitzgerald. - 2000 прим. - ISBN 978-966-03-7847-6

- Пірат несходжених морів та інші історії : [зб. оповіданнь] / Ф. Скотт Фіцджеральд ; пер. з англ.: [О. Фира та ін.]. - Київ : Знання, 2018. - 206 с. - (American Library = Американська бібліотека ; №8, 2018). - Назва обкл. : Пірат несходжених морів. - Пер. вид. : The offshore pirate and other stories / F. Scott Fitzgerald. - ISBN 978-617-07-0635-5. - ISBN 978-617-07-0428-3 (American Library)

- До зірок : [оповідання] / Френсіс Скотт Фіцджеральд ; [пер. з англ. В. Р. Дудик]. - Харків : Фоліо, 2020. - 185, [2] с. - (Зарубіжні авторські зібрання). - Пер. вид. : The Basil and Josephine stories / F. Scott Fitzgerald. - New York, 1973. - 750 прим. - ISBN 978-966-03-9284-7

- Тиха місцина / Френсіс Скотт Фіцджеральд ; [пер. з англ. В. Р. Дудик]. - Харків : Фоліо, 2021. - 186, [2] с. - (Зарубіжні авторські зібрання). - 1000 прим. - ISBN 978-966-03-9458-2